# Reprezentacja Azerbejdżanu U-17 w piłce nożnej mężczyzn
Reprezentacja Azerbejdżanu U-17 w piłce nożnej jest juniorską reprezentacją Azerbejdżanu, zgłaszaną przez Azərbaycan Futbol Federasiyaları Assosiasiyası. Mogą w niej występować wyłącznie zawodnicy posiadający obywatelstwo azerskie, urodzeni w Azerbejdżanie lub legitymujący się azerskim pochodzeniem i którzy w momencie przeprowadzania imprezy docelowej (finałów Mistrzostw Europy lub Mistrzostw Świata) nie przekroczyli 17 roku życia. Do 1992 roku reprezentacja Azerbejdżanu była częścią reprezentacji ZSRR.

## Występy w ME U-17
Uwaga: W latach 1982–2001 rozgrywano Mistrzostwa Europy U-16
Reprezentacja Azerbejdżanu wystąpiła jedyny raz w Mistrzostwach Europy do lat 17 w roku 2016, kiedy to była gospodarzem zawodów. Zakończyła turniej zajmując 3 miejsce w swojej grupie i odpadając z dalszej rywalizacji.